# 960년

## 연호
- 후주(後周) 현덕(顯德) 7년
- 북송(北宋) 건륭(建隆) 원년
- 요(遼) 응력(應曆) 10년
- 고려(高麗) 준풍(峻豊) 원년
- 일본(日本) 덴토쿠(天徳) 4년
- 남한(南漢) 대보(大寶) 3년
- 후촉(後蜀) 광정(廣政) 23년
- 북한(北漢) 천회(天會) 4년

## 기년
- 후주(後周) 공제(恭帝) 2년
- 북송(北宋) 태조(太祖) 원년
- 요(遼) 목종(穆宗) 10년
- 고려(高麗) 광종(光宗) 11년

## 사건
- 고려의 제4대 황제 광종이 '준풍'(峻豐)을 건원(建元).
- 북송 초대 황제 태조 조광윤이 북송(北宋)을 건국
- 고려 광종이 관품에 따른 관복을 정함.